# Мараш, Яков Наумович
Яков Наумович Мараш (бел. Якаў Навумавіч Мараш; 1917—1990) — белорусский советский историк, краевед, педагог. Доктор исторических наук (1973), профессор (1974).

## Биография
Окончил гимназию в Гродно. В 1936—1939 годах учился на историко-филологическом факультете Вильнюсского университета, окончил образование во Львовском университете.
Работал учителем, директором школы в Саратовской области (1941—1945), затем в Гродно. С сентября 1946 года в Гродненском педагогическом институте работал преподавателем, доцентом, деканом исторического факультета, заведующим кафедр истории СССР и истории БССР.
Являлся основателем студенческого историко-краеведческого кружка. Принимал участие в работе Общества охраны памятников истории и культуры Белорусской ССР.

## Научная деятельность
Занимался исследованием истории католической церкви на территории Белоруссии, изучал вопросы хозяйственной деятельности епархий и монашеских орденов, положение крестьянства в церковных владениях, политико-идеологическое влияние Рима в Белоруссии, значение Брестской церковной унии 1596 года, антиклерикальную борьбу, преследование католического духовенства вольномыслия на территории Белоруссии. Собирал материалы в архивах Белоруссии и зарубежья. Ввёл в научный оборот уникальный источниковый материал и статистические данные.